# Ugly Ducklings
Ugly Ducklings oder Vier Eier erklären die Welt ist ein Musical von Peter Lund (Text) und Thomas Zaufke (Musik). Es wurde für vier Schauspieler und acht Puppen konzipiert und wird im Untertitel als eine "musikalische Hilfestellung für Stadtbewohner und andere sexuelle Randgruppen” beschrieben.

## Handlung
Fredo ist schwul und findet das absolut okay so. Auch seine Eltern haben mit ihrem schwulen Sohn kein Problem, und ebenso nicht sein Kumpel Erik, denn so kann ihm dieser nicht die Mädels streitig machen. Fredos beste Freundin Jeanette ist ebenfalls sehr tolerant und ein bisschen verliebt – in Fredo. Das würde sie jedoch nie zugeben. Dann trifft Fredo aber in einem Kino auf Mehmed, der keine Schwulen mag und den er ein paar Stunden später im Stadtpark wiedersieht, wo er ihn an den Hintern fasst. Mehmed findet das gar nicht gut, und eine Prügelei entsteht, bei der auch Fredo nicht zurücksteckt. 
Mehmed wird vom Jugendamt zu fünfzig Stunden gemeinnütziger Arbeit verdonnert. Doch das reicht Fredo noch nicht: Er will dem heterosexuellen Mehmed beweisen, dass auch er ein richtiger Kerl ist – ein schwieriges Unterfangen, das Fredo sich da vorgenommen hat, und nicht nur Mehmed ist wenig begeistert von Fredos missionarischem Eifer, sondern auch Erik und Jeanette. Fredo führt seinen Kreuzzug jedoch fort, auch wenn es für ihn bald überhaupt nicht mehr komisch ist, schwul zu sein …

## Rezeption
Das Stück betrachtet Hans Christian Andersens Märchen vom hässlichen Entlein aus einer „lustvoll neuen Sicht“, und mit „den Aufklärungsmethoden der Sesamstraße“ beschäftigt sich das Stück mit dem Anderssein und Erwachsenwerden. Vier ganz unterschiedliche Menschen und acht Puppen machen sich Gedanken darüber, warum man sich anders fühlt, und wie man lernt, zu sich selbst zu stehen: Fredo erklärt im Stück, wie das mit dem Schwulsein überhaupt funktioniert, Mehmed hat sich bei Unheilig ein paar kernige Machismen abgeguckt, und Jeanette gesteht Fredo ihre Liebe in Carpenter-Terzen.
Der Song „Der Schwule und der Muselmann“ spricht all die Vorurteile an, die man in Bezug auf Schwule und Türken haben kann, und Fredos „Nachts im Park“, dass man als schwuler Mann anonymen Sex zu haben hat.

## Uraufführung
Ugly Ducklings wurde am 25. Mai 2007 im Ballhof Zwei (Jugendbühne des Staatsschauspiels Hannover) uraufgeführt und war bis zum 11. Oktober 2007 zu sehen. 

## Ensemble

### Besetzung
- Regie: Peter Lund
- Musikalische Leitung: Burkhard Niggemeier
- Choreografie: Andrea Heil
- Bühnenbild & Kostüme: Ulrike Reinhard

### Darsteller
- Christian Friedel (Fredo)
- Christian Feist (Mehmed)
- Matthias Buss (Erik)
- Mila Dargies (Jeanette)

## Liste der Lieder(Auswahl)
- Ich bin schwul
- Nachts im Park
- Schlagen
- Das Verhör
- Schwul müsste man sein
- Alles erlaubt
- Weil ich dich mag
- Der Schwule und der Muselmann
- Zwischen den Stühlen
- Herzen in Terzen
- Fettes Lied
- Unter Freunden
- Selbsthass

## Pressestimmen
- „Pädagogisch wertvoll, sozialkritisch und äußerst unterhaltsam“ (langeleine.de am 26. September 2007)